# Ewangeliczny Instytut Biblijny
Ewangeliczny Instytut Biblijny – polska organizacja chrześcijańska o charakterze ewangelikalnym, upowszechniająca myśl biblijną we współczesnym świecie, skupiająca się na pracy przekładowej i publikacji wydań Biblii. Organizacja uznaje Pismo Święte za najwyższy autorytet w sprawach wiary, zbawienie jedynie z łaski, a Jezusa Chrystusa za jedynego pośrednika między Bogiem a człowiekiem.

## Cele
Ewangeliczny Instytut Biblijny wiąże ze swoją działalnością trzy cele:
- „Promować - gdziekolwiek to możliwe - poznanie Pisma Świętego w językach oryginalnych, to jest hebrajskim, aramejskim i greckim”.
- „Proponować - gdziekolwiek to potrzebne - przekłady Pisma Świętego z języków oryginalnych na język polski, dostosowane do potrzeb studiów biblijnych, przedsięwzięć ewangelizacyjnych i lektury rodzinnej”.
- „Pomagać - poszukującym Bożej Prawdy w dotarciu do jej źródła”.

## Projekty
Tłumaczem z ramienia Ewangelicznego Instytutu Biblijnego jest pastor Piotr Zaremba, założyciel Kościoła 5N w Poznaniu.
- Przekład dosłowny Pisma Świętego
- Przekład literacki Pisma Świętego